# Putra Universität Malaysia

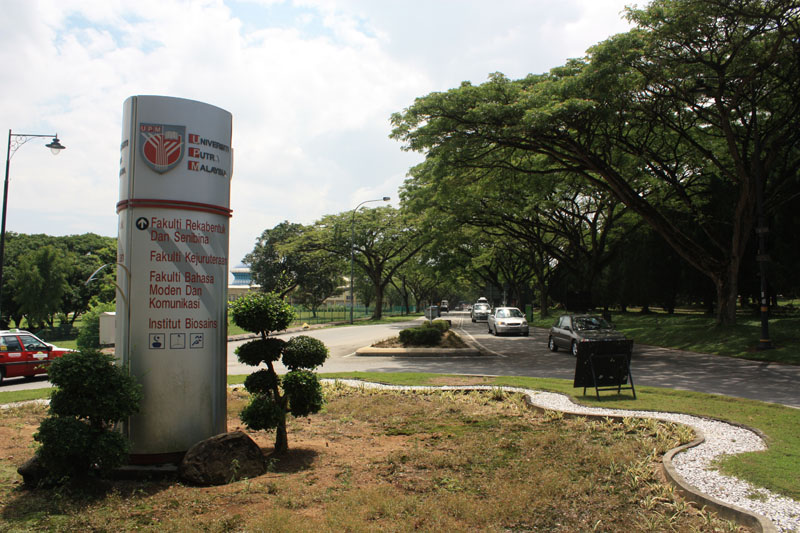
Hauptcampus

Die Putra Universität Malaysia (UPM) (mal. Universiti Putra Malaysia, engl. Putra University Malaysia) in Serdang im Bundesstaat Selangor ist eine 1931 gegründete staatliche Universität in Malaysia. Die Universität ist spezialisiert in Agrarwissenschaften und verwandte Themengebieten und ist nach Abdul Rahman Putra benannt, dem ersten Premierminister Malaysias.

## Geschichte
Im Jahre 1931 wurde die School of Agriculture von der britischen Kolonialverwaltung gegründet. Die Schule bot zwei Ausbildungsgänge für Beschäftigte des öffentlichen Dienstes an: Ein dreijähriges Studium mit einem Diplom-Abschluss und ein einjähriges Studium mit einem Zertifikat als Abschluss wurden angeboten. 1941 hatte die Schule ca. 320 Studenten. Die Aufwertung zur Hochschule erfolgte im Jahre 1947 als College of Agriculture Malaya und im nachfolgenden Jahr war beabsichtigt die Hochschule in eine Universität umzuwandeln. Die Unruhen ab 1948 verhinderten dies.  Im Jahre 1960 wurde die Faculty of Agriculture der Universität Malaya gegründet. Aufgrund der zunehmenden Wichtigkeit der Landwirtschaft wurde im Jahre 1971 das College of Agriculture Malaya und die Faculty of Agriculture der Universität Malaya fusioniert und es entstand die Universiti Pertanian Malaysia als eigenständige Hochschule. Im Jahre 1973 wurde der Lehrbetrieb mit 1.500 Studenten in drei Fakultäten aufgenommen. Ab den 1990er Jahren wurde der Lehrbetrieb auf weitere Wissenschaftsgebiete ausgedehnt. Die Umbenennung in den heutigen Namen erfolgte 1997 in Gedenken an den ersten Premierminister Malaysias.

## Organisation
Der Chancellor der Universität ist ein Ehrenamt und wird durch eine bekannte Persönlichkeit besetzt.
Es gibt folgende Fakultäten und Zentren:
- Faculty of Agriculture
- Faculty of Forestry
- Faculty of Veterinary Medicine
- Faculty of Economics and Management
- Faculty of Engineering
- Faculty of Educational Studies
- Faculty of Science
- Faculty of Food Science and Technology
- Faculty of Human Ecology
- Faculty of Modern Language and Communication
- Faculty of Design and Architecture
- Faculty of Medicine and Health Science
- Faculty of Computer Science and Information Technology
- Faculty of Biotechnology and Biomolecular Sciences
- Faculty of Environmental Studies
- Faculty of Agriculture and Food Sciences (UPMKB)

- The School of Graduate Studies
- The Graduate School of Management
- The Centre for Foundation Studies for Agricultural Sciences

Alle Fakultäten bis auf die Faculty of Agriculture and Food Sciences (UPMKB) befinden sich auf dem Hauptcampus in Serdang. Diese befindet sich in Bintulu im Bundesstaat Sarawak.